# バイ・クンバ・ディヤサン
バイ・クンバ・ディヤサン（Mbaye Coumba Ndiassane、1999年4月10日 - ）は、セネガルの女子バスケットボール選手である。ポジションはセンター。Wリーグのアランマーレ秋田所属。

## 来歴
岐阜女子高校に留学し、全国大会優勝を経験。
拓殖大学に進学後、インカレ3位。
2022年1月、デンソーアイリスにアーリーエントリーとして加入し、卒業後正式加入。
2025年オフ、デンソーを退団。アランマーレ秋田に移籍。